# Ein Fremder klopft an (1967)
Ein Fremder klopft an ist ein deutsches Fernsehspiel aus dem Jahr 1967 und eine Adaption des Kriminal-Theaterstücks Love from a Stranger von Frank Vosper, das wiederum auf der Erzählung Philomel Cottage (deutscher Titel: Haus Nachtigall) von Agatha Christie basiert.

## Handlung
Die beiden Freundinnen Cecily und Mavis haben gemeinsam 20.000 Pfund im Lotto gewonnen. Cecily erwartet die Rückkehr ihres langjährigen Verlobten Nigel aus dem Ausland, sie planen in den nächsten Wochen zu heiraten. Doch ihr neuer Wohlstand lässt sie an diesen Plänen zweifeln: Sie möchte mit ihren 10.000 Pfund noch etwas allein das Leben genießen und verreisen, bevor sie die Frau des etwas langweiligen Nigel wird.
Cecily und Mavis suchen einen Nachmieter für ihre bisherige gemeinsame Wohnung, und als Cecily allein in der Wohnung ist, stellt sich ein junger Herr namens Bruce Lovell als Interessent vor. Es stellt sich heraus, dass er im Gegensatz zu Nigel ein Abenteurer ist, der schon die ganze Welt gesehen hat. Cecily ist fasziniert von ihm, und innerhalb weniger Wochen hat sie die Verlobung mit Nigel gelöst und Bruce geheiratet.
Die beiden kaufen von Cecilys Geld ein Haus auf dem Land. Mit der Zeit bemerkt Cecily immer mehr Ungereimtheiten im Bezug auf Bruce: Niemand darf seinen Keller betreten, in dem er sich ein Fotolabor einrichten will. Der Gärtner findet im Garten leere Wasserstoffperoxid-Flaschen, von denen Bruce angeblich nichts weiß, jedoch findet sich in seinem Terminkalender regelmäßig die Eintragung „H2O2“. Auch der Kaufpreis für das Haus war tatsächlich nur halb so hoch, wie Bruce ihr erzählt hat. Auch Bruces Verhalten macht Cecily Sorgen: Er ist nervös, jähzornig und verhält sich sehr abweisend und geradezu unhöflich gegenüber allen Besuchern, auch dem Arzt Hodgson, den Cecily wegen Bruces Herz-Kreislauf-Problemen geholt hat.
Cecilys Tante Loo-Loo schenkt Bruce ein Buch über berühmte Kriminalfälle und erzählt einen Fall aus diesem Buch: Ein junger Mann soll in Amerika nacheinander fünf Frauen geheiratet, sie um ihr Vermögen gebracht und ermordet haben, ohne dafür verurteilt zu werden. Die Leiche habe er jedes Mal im Keller vergraben.
Eines Abends gelingt es Cecily schließlich, die Hinweise zusammenzufügen: Bruce ist dieser Frauenmörder. Auf dem Bild im Buch ist dieser dunkelhaarig, aber Bruce verwendet das Wasserstoffperoxid, um sich regelmäßig die Haare blond zu färben. Der Haushälterin hat er für den Abend und den nächsten Morgen (an dem die Abfahrt zu einer längeren Reise geplant ist) freigegeben, um mit Cecily allein im Haus zu sein und am nächsten Morgen unauffällig zu verschwinden. Als er dann alle Türen und Fenster abschließt, ist Cecily sich sicher, dass er sie an diesem Abend töten will. Sie will sich retten, indem sie behauptet, selbst eine Mörderin zu sein: Sie habe ihren ersten Ehemann umgebracht. Er glaubt ihr aber nicht, also behauptet sie, ihn mit dem Kaffee, den er gerade getrunken hat, vergiftet zu haben. Bruce glaubt ihr schließlich, und der Schreck verursacht einen Tod durch Herzversagen.

## Produktion
Es handelt sich um die sechste Verfilmung dieses Stoffes und um die zweite deutsche Verfilmung nach Ein Fremder kam ins Haus von 1957. Der Film wurde vom Hessischen Rundfunk produziert und am 5. Dezember 1967 zum ersten Mal ausgestrahlt. Bei den Wiederholungen (ab 1969) lief er unter dem englischen Titel Love from a stranger. 2012 erschien der Film auf DVD in der Reihe Straßenfeger, produziert von Studio Hamburg Enterprises.

## Rezeption
„Nicht allzu häufig hat ein spannender Krimi, über den handfesten ‚Thrill‘ hinaus, auch Gehalt und Substanz zu bieten. Und nur selten zeichnet er sich durch eine Rollenbesetzung aus, die von vornherein Niveau verspricht. Dieser doppelte Glücksfall scheint in dem neuen Fernsehspiel ‚Ein Fremder klopft an‘ nach dem Originalstoff von Agatha Christie gegeben […].“